# Diulmeni, Bolgrad
Diulmeni (în ucraineană Ярове, transliterat: Iarove, în bulgară Гюлемен, transliterat: Ghiulemen) este un sat în comuna Tarutino din raionul Bolgrad, regiunea Odesa, Ucraina.

## Demografie
Componența lingvistică a localității Diulmeni
     Bulgară (91,25%)
     Ucraineană (2,84%)
     Rusă (2,51%)
     Română (1,78%)
Conform recensământului din 2001, majoritatea populației localității Diulmeni era vorbitoare de bulgară (91,25%), existând în minoritate și vorbitori de ucraineană (2,84%), rusă (2,51%) și română (1,78%).